# Балагр (сын Балакра)
Балагр или Балакр (др.-греч. Βάλαγρος) — македонский аристократ IV—III веков до н. э.
Балагр родился в семье личного телохранителя македонского царя Балакра. По одной версии, его матерью была дочь влиятельного военачальника Антипатра Фила. По другой, он родился от предыдущей жены Балакра. От первой или первых жён у Балакра родились Никанор и Филипп, которые участвовали в походах Александра. Балакр женился на Филе и породнился с Антипатром между 339 и 336 годами до н. э. До его смерти в промежуток между 326 и 323 годов до н. э. у Филы кроме Балагра родились Антипатр и Фрасей.
Балагр с братьями был связан со своим возможным отчимом, третьим супругом Филы, Деметрием Полиоркетом.
Согласно данным эпиграфики Балагр в 296 году до н. э. посещал Делос. По одной версии, на священном для греков острове он представлял правящую македонскую царскую династию Антигонидов на религиозных торжествах. По другой, Делос был промежуточным пунктом через который Балагр направлялся к Деметрию Полиоркету в Азию, чтобы сообщить о приходе к власти в Афинах Лахара.
Больше о Балагре ничего не известно.